# Acmadenia alternifolia
Acmadenia alternifolia là một loài thực vật có hoa trong họ Cửu lý hương. Loài này được Cham. mô tả khoa học đầu tiên năm 1830.